# 札幌特別
札幌特別（さっぽろとくべつ）とは当初は札幌競馬倶楽部、後に日本競馬会が主催し1930年から1943年まで施行された競馬の競走である。のちの重賞競走に相当する特殊競走で、毎年夏に札幌競馬場で行われていた。

## 概要
北海道産4歳馬（現表記3歳馬）限定の特殊競走「札幌特別」として1930年秋季に創設。合計1万円という当時としては巨額の賞金で注目を集めた。登録料100円を集めて付加賞として分配するステークス方式を取っており、1着賞金が7000円を超える年もあった。また、東京優駿、中山四歳馬特別と並んで数少ない4歳馬限定特殊競走の1つでもあった。
1936年の日本競馬会成立と競走体系の再編に伴い1938年をもって廃止されたが、翌1939年には「札幌農林省賞典四歳呼馬」が創設された。これは距離を2400mに延長した以外は札幌特別の機能を受け継いでおり、事実上の改称として受け入れられた。北海道でデビューした馬にとって最高の能力試験として位置づけられていたが、太平洋戦争を理由に1943年秋季を最後に中止された。終戦後の1947年には同条件の「札幌四歳特別」という形で復活したが、翌年の日本競馬会解散・国営競馬移行後は開催されず、1年限りで廃止となった。

## 歴代優勝馬

### 札幌特別
| 回数   | 施行日        | 優勝馬               | 性齢 | 勝時計   | 優勝騎手   | 管理調教師 | 馬主       |
| ------ | ------------- | -------------------- | ---- | -------- | ---------- | ---------- | ---------- |
| 第1回  | 1930年8月17日 | トロフイーウインナー | 牝3  | 2:03 3/5 | 清水茂次   |            |            |
| 第2回  | 1931年8月10日 | パアデー             | 牝3  | 2:18 3/5 | 岸参吉     |            |            |
| 第3回  | 1932年8月9日  | シラヌヒ             | 牝3  | 2:07 0/5 | 美馬勝一   |            |            |
| 第4回  | 1933年8月7日  | ボニーチヤペル       | 牡3  | 2:09 0/5 | 青山市之進 | 青山市之進 | 伊藤繁太郎 |
| 第5回  | 1934年8月6日  | ミツクニ             | 牡3  | 2:08 3/5 | 清水茂次   |            |            |
| 第6回  | 1935年8月13日 | イチノヤ             | 牡3  | 2:09 0/5 | 清水茂次   |            |            |
| 第7回  | 1936年8月11日 | ボニーラン           | 牡3  | 2:27 2/5 | 伊藤正四郎 |            |            |
| 第8回  | 1937年8月10日 | ホウカツキング       | 牡3  | 2:22 1/5 | 稗田十七二 | 稗田虎伊   | 真藤慎太郎 |
| 第9回  | 1938年8月16日 | ホクエン             | 牡3  | 2:37 1/5 | 斎藤友吉   |            | 園田実徳   |
| 第10回 | 1939年8月11日 | マルタケ             | 牡3  | 2:34 2/5 | 清水茂次   | 清水茂次   | 伊藤繁太郎 |
| 第11回 | 1940年月日    | タカヌマ             | 牡3  | 2:37 2/5 | 斎藤友吉   |            | 牛込公夫   |
| 第12回 | 1941年8月3日  | ニパトア             | 牝3  | 2:36 1/5 | 境勝太郎   | 清水茂次   | 山本文吉   |
| 第13回 | 1942年8月2日  | グランドパーク       | 牡3  | 2:34 1/5 | 新屋幸吉   | 清水茂次   | 小林庄平   |
| 第14回 | 1943年8月1日  | ヨシトク             | 牝3  | 2:38 2/5 | 稗田十七二 |            |            |

- コース：土
- 距離：第1回 1800m、第2〜6回 2000m、第7・8回 2200m、第9回〜 2400m
- 競走名：第10回〜 「札幌農林省賞典四歳呼馬」

### 札幌四歳特別
| 回数  | 施行日 | 優勝馬     | 性齢 | 勝時計   | 優勝騎手 | 管理調教師 | 馬主 |
| ----- | ------ | ---------- | ---- | -------- | -------- | ---------- | ---- |
| 第1回 | 1947年 | セントマル | 牡3  | 2:41 2/5 | 新屋幸吉 |            |      |

- コース：土
- 距離：2400m
- 競走名：「札幌四歳特別」